# Extrapost
Extraposten waren bis 1919 Fahrten auf Poststraßen, die vom Posthalter auf besonderes Verlangen zur Beförderung von Reisenden oder Gütern zu stellen waren und gegen besondere Gebühren gefahren wurden.
Ihr Betrieb stützte sich anfangs auf das private Fuhrgewerbe, für das hinsichtlich der Gestellung von Pferden usw. für die Extrapostbeförderung besondere Auflagen bestanden. Die Mängel, die sich hieraus ergaben, zwangen schon frühzeitig dazu, das Extrapostwesen neu zu gestalten.
In Preußen wurde 1712 durch Edikt bestimmt, dass das Fahren mit Postpferden unter dem Namen „Extrapost“ eine Angelegenheit des Postwesens sei, das Fahren mit Fuhrmannspferden dagegen als „Lohnfuhren“ eine Angelegenheit des Fuhrgewerbes. Im Jahre 1766 wurde ein Extrapostreglement erlassen, das dann später mehrfach durch neue Bestimmungen geändert und ergänzt wurde. Bei den übrigen deutschen Landespostverwaltungen entwickelte sich das Extrapostwesen ähnlich wie in Preußen.
Für das Gebiet der Deutschen Reichspost galten die Bestimmungen der Allgemeinen Dienstanweisung für das Post- und Fernmeldewesen (ADA). Darin waren insbesondere für die Fahrten bestimmte Beförderungsfristen nach Kilometern festgesetzt und die Gebührenerhebung geregelt. Durch das Postgesetz (Gesetz über das Postwesen des Deutschen Reichs vom 28. Oktober 1871) waren den Extraposten besondere Vorrechte eingeräumt.
Die Blütezeit der Extraposten war von 1835 bis 1840. Bei Hoffestlichkeiten und Reisen von Fürstlichkeiten wurden sie in großem Umfange benutzt. Ihre Bedeutung schwand mit der Zunahme der ordentlichen Personenposten und der Entwicklung des Eisenbahn- und Kraftwagenverkehrs. Die Extrapostbeförderung wurde deshalb 1919 aufgehoben.
Im Sinne des Postgesetzes (Postordnung PO § 54, III) entsprachen den Extraposten die Sonderfahrten zur Personenbeförderung mit Kraftwagen. Sie sind aber, nachdem das Gesetz über die Beförderung von Personen zu Lande vom 4. Dezember 1934 den Betrieb mit ausschließlich für diesen Zweck eingesetzten Fahrzeugen aus dem Aufgabenbereich der Bundespost ausscheidet, nur auf den Gelegenheitsverkehr mit Fahrzeugen des Linienverkehrs beschränkt.

## Geschichte und Betrieb
Vorläufer der Extraposten in Preußen waren die unter Aufsicht und Leitung des Staates ausgeführten Reihefahrten, zu denen alle zünftigen Fuhrleute herangezogen wurden. Den steigenden Anforderungen des Verkehrs war diese Einrichtung auf die Dauer nicht gewachsen. Es fehlte den Postämtern an Macht, unter den „enrollierten“ Bürgern und Fuhrleuten Zucht und Ordnung aufrechtzuerhalten. Bei schlechten Wegen oder in der Erntezeit weigerten sie sich unter allerlei Vorwänden nicht selten, ihre Verpflichtungen zu erfüllen. Sie stellten meist schlechte Pferde, untaugliches Geschirr, fuhren ohne Vorwissen des Postamtes, überteuerten die Reisenden und was der Unzuträglichkeiten mehr waren. Durch Edikt vom 30. April 1712 wurden die Reihefahrten aufgehoben. Es wurde damals bestimmt, „daß das Fahren mit Postpferden unter dem Namen 'Extrapost' fortan eine landesherrliche Anstalt, folglich Zubehör des Postwesens sein“, dagegen „das Fahren mit Fuhrmannspferden unter der Benennung 'Lohnfuhren' als ein abgesondertes, für sich bestehendes bürgerliches Gewerbe betrachtet werden solle“. Diese Vorschriften mit ihren Erläuterungen und Zusätzen bildeten die Grundlage für das Extrapostwesen.
Nach und nach wurde das Extrapostwesen erheblich verbessert. Auf allen Stationen wurden eigene Posthalter angestellt, die eine bestimmte Anzahl von Postillionen und Pferden unterhalten mussten. Am 11. April 1766 erschien ein Extrapostreglement, welches das Extrapostgeld für das Pferd und die Meile (Alte Maße und Gewichte (Preußen)) auf 8 gute Groschen (bei Courier- und Stafettenpferden auf 12 gute Groschen) und das Postillionstrinkgeld auf 3 gute Groschen für die Meile festsetzte. Die langen Extrapoststrecken wurden durch Errichtung neuer Extrapoststationen abgekürzt, und es wurden auch genaue Bestimmungen über die Bespannung der Extraposten getroffen. Infolge der schlechten Wegeverhältnisse war damals eine starke Bespannung der Posten erforderlich. Das Reisen mit der Extrapost war deshalb verhältnismäßig teuer. Mindestens mussten drei Pferde genommen werden, bei drei Personen vier Pferde, bei vier Personen fünf Pferde, bei fünf Personen sechs Pferde mit zwei Postillionen usw. Eine eigentümliche Einrichtung war die so genannte „Poste royale“, das heißt der Extrapostgeldbetrag für eine Meile, der von den in Berlin und Breslau ankommenden oder von dort abfahrenden Extrapostreisenden deshalb erhoben wurde, weil sie sich von ihrer Wohnung abholen oder dorthin fahren lassen konnten. Aus den Erträgen der Poste royale wurde ein Grundstock zur Unterstützung der Posthalter gebildet, eine Einrichtung ähnlich der früheren Pferdekasse.
Auf kürzeren Poststrecken musste die Bestimmung, dass die Posthalter verpflichtet waren, eine bestimmte Anzahl von Pferden nur für den Extrapostverkehr zu unterhalten, fallen. Auf diesen Strecken wurde 1767 wieder Reihefahrten unter den Bürgern eingeführt und die Posthalter von der Verpflichtung zur Unterhaltung besonderer Extrapostpferde entbunden.
Im 19. Jahrhundert wurde das gesamte preußische Extrapostwesen umgestaltet und erheblich verbessert. Der Bau von Kunststraßen, die Verbesserungen der Wege, Brücken und Fähren, die polizeiliche Sorge für die Sicherheit der Landstraßen, die gesetzlichen Vorschriften über die Wegeräumung des Schnees und die Vermehrung der Posthaltereien trugen wesentlich zur Beschleunigung des Postenganges und zu vermehrter Pünktlichkeit in der Beförderung bei. Dadurch wurde auch zugleich das Extrapostwesen (Extrapost-, Courier- und Estafettenbeförderung) gehoben. Nach und nach wurde mit fast allen Posthaltereistationen ein Extrapostdienst verbunden. Die durch Vermehrung der regelmäßigen Posten erhöhten Pferdebestände der Posthaltereien gestatteten eine größere Ausdehnung des Extrapostwesens. Die Abfertigung der Extraposten, die früher an vielen Orten den Posthaltern allein überlassen war, wurde durchgehend den Postanstalten übertragen. Dadurch wurde Bedrückungen des reisenden Publikums vorgebeugt und eine bessere Überwachung des Extrapostbetriebes erzielt. Das Abfertigungsverfahren, die Beförderungsfristen, die Grundsätze der Bespannung und die Gebühren wurden den veränderten Wagen- und Wegeverhältnissen angepasst. Die Bestimmungen darüber wurden veröffentlicht, um die Reisenden vor unbegründeten Forderungen der Posthalter, der Unterbeamten und Postillione zu schützen, sie andererseits aber auch von unbilligen Ansprüchen zurückzuhalten. Auf rasche Gestellung der Extrapost- und Courierpferde sowie vorschriftsmäßiger und bequemer Wagen wurde, selbst in Zeiten stärksten Verkehrs (Messen, Manöver usw.), streng gehalten. Ebenso wurde die pünktliche Innehaltung der Beförderungsfristen für Extraposten (40 Minuten auf die Meile) sowie für Couriere und Estefetten (30 Minuten auf die Meile) überwacht. So wurde erreicht, dass die Reisenden in allen Teilen des Reichs zu jeder Tages- und Jahreszeit ohne Aufenthalt mit gewechselten Pferden sicher und pünktlich weiter befördert werden können.
Die Entwicklung des Extrapostwesens bei der bayerischen und württembergischen sowie bei der Taxis’schen Postverwaltung war ungefähr die gleiche wie in Preußen. Auch die übrigen ehemaligen deutschen Landespostverwaltungen (Baden, Braunschweig, Hannover, Sachsen, Oldenburg, Mecklenburg und der Hansestädte Bremen, Hamburg und Lübeck) hatten im Großen und Ganzen ähnliche Einrichtungen wie in Preußen. Wenn zwischen den einzelnen Verwaltungen auch in mancher Beziehung ein Wettbewerb bestand und wenn sie auch oft geneigt waren, für sich Sonderrechte in Anspruch zu nehmen und kleinstaatlichen Neigungen nachzugeben, so waren sie doch andererseits gezwungen, aufeinander Rücksicht zu nehmen, um den Bedürfnissen der Reisenden und des Verkehrs gerecht zu werden. Es kam hinzu, dass die Extraposten vielfach mehrere Postgebiete durchfuhren, so dass die Einzelverwaltungen genötigt waren, untereinander besondere Abmachungen zu treffen, durch welche der Gang der Posten geregelt sowie die Pünktlichkeit und Sicherheit gewährleistet wurde. Auf diese Weise kam es nach und nach von selbst, dass sowohl hinsichtlich der Bauart der Postwagen als auch bezüglich der Beförderungsbedingungen und der sonstigen Einrichtungen eine Übereinstimmung bei den einzelnen Postverwaltungen eintrat.
Die Extraposten wurden in großem Umfang auch bei Hoffestlichkeiten und bei Reisen Allerhöchster und Höchster Herrschaften benutzt. Zu diesen Reisen war gewöhnlich eine große Zahl von Pferden und Postillionen erforderlich. Damit die Posthaltereien den an sie gestellten Ansprüchen genügen konnten, mussten ihnen oft von weit entfernten Posthaltereien Aushilfspferde überwiesen werden. Was die Post in dieser Beziehung zu leisten vermochte, zeigte sich zum Beispiel 1835 bei einer Reise des preußischen Königs nach Kalisch und von dort nach Teplitz. Auf einigen der 81 Relais waren je 600 Pferde erforderlich. In Liegnitz wurden an einem Tag allein 145 Extraposten mit einer Bespannung von 570 Pferden abgefertigt.
Durch die beträchtliche Vermehrung der ordentlichen Personenposten sowie durch den Bau der Eisenbahnen verloren die Extraposten etwa von 1860 an immer mehr an Bedeutung. In verschiedenen Gegenden des Deutschen Reiches sind noch bis 1919 Extraposten abgefertigt worden. So war das vor den Toren der Reichshauptstadt Berlin gelegene Postamt Eberswalde noch bis 1914 eine wichtige Extrapoststation. In dem in der Schorfheide gelegenen Jagdschloss Hubertusstock verlebten alle neuvermählten Prinzen und Prinzessinnen ihre Flitterwochen. Außerdem kam Kaiser Wilhelm II. jährlich mehrmals zur Jagd in die Schorfheide. Die Beförderung des gesamten Hofstaates sowie die Postkuriere und aller Sendungen für die Kaiserliche Hofküche dorthin geschah von Eberswalde mit Extraposten.
Die Blütezeit der Extraposten waren die Jahre 1835 bis 1840. Dies geht am besten aus der jährlichen Einnahmen an Extrapostgeldern hervor. Sie betrug:
- 1840: 572.410 Taler (Deutsche Währungsgeschichte vor 1871)
- 1845: 430.481 Taler
- 1852: 172.600 Taler
- 1854: 219.786 Taler
- 1856: 272.737 Taler
- 1865: 156.500 Taler

Die Einnahme an Extrapostgeldern hat dann ständig abgenommen, bis sie zuletzt nur einige tausend Mark jährlich betrug. Seit 1919 werden Extraposten nicht mehr gestellt. Die Vorschriften über Extraposten, die bis dahin in der ADA Abschnitt V, 1 und 2 enthalten waren, sind mit dem gleichen Zeitpunkt weggefallen.

## Recht
Den Extraposten waren früher durch Königliche Verordnung und später durch das Postgesetz gleich den ordentlichen Posten besondere Vorrechte eingeräumt (siehe: Vorrecht der Post). In besonderen Fällen, wo die gewöhnlichen Postwege gar nicht oder schwer zu befahren waren, konnten die Extraposten sich der Neben- und Feldwege sowie der ungehegten Äcker und Wiesen unbeschadet des Rechts der Eigentümer auf Schadensersatz bedienen. Eine Pfändung gegen sie war nicht erlaubt. Jedes Fuhrwerk musste den Extraposten auf das übliche Signal ausweichen. Bei Unfällen waren die Anwohner der Straße verbunden, den Extraposten die zu ihrem Weiterkommen erforderliche Hilfe gegen volle Entschädigung schleunigst zu gewähren. Die Torwachen und Brückenwärter waren verpflichtet, die Tore und Schlagbäume sofort zu öffnen, sobald die Postillione das vorgeschriebene Signal mit dem Posthorn gaben. Eine Entschädigung für den Verlust oder die Beschädigung von Sachen, die der Reisende bei sich führte, sowie bei einer körperlichen Beschädigung des Reisenden wurde bei der Extrapost nicht gewährt (§ 11 PG).
Für die Beförderung mit Sonderfahrten, die durch Kraftfahrzeuge ausgeführt wurden (siehe: Kraftposten, Sonderfahrten), galt als Extrapostbeförderung im Sinne des Postgesetzes (PO § 51; III.).